# 大林精舍
大林（巴利語、梵語：Mahāvana），或加「精舍」二字作大林精舍（巴利語、梵語：Mahāvanārāma），位於毘舍離城附近。據《善見律毘婆沙》卷十所載，其樹林非人所種植，自然生長，從迦毘羅衛相連至雪山，林區遼闊，故稱大林。大林中建有重閣講堂（巴利語：Kūtāgārasālā，梵語：Kūṭāgāraśālā，鳩咤伽羅沙羅，或作高閣講堂、樓閣講堂、高樓臺觀、重閣精舍等，竺佛念的譯作中作普集講堂、普會講堂、法講堂），其堂形如雁子。
按《大事》、《撰集百緣經》、《天譬喻》、《出曜經》、《雜阿含經》、《中阿含經》、《長阿含經》、《五分律》、《四分律》等文獻中的記載，此重閣講堂鄰接獼猴池岸（梵語：Markaṭahradatīra，末迦吒賀邏馱，或作獼猴江邊，「獼猴」亦作「彌猴」），又稱為彌猴池岸精舍。《中阿含經·未曾有法經》說釋迦牟尼遊化毘舍離大林時，獼猴奪走佛鉢，至娑羅樹上取蜜，然後下樹奉佛，《大唐西域記》卷七又說池是獼猴為佛所鑿。
《摩訶僧祇律》和《巴利三藏》提到大林中的重閣講堂時，則沒有出現有關獼猴池邊的訊息。

## 註解
1. ↑  忉利天善法堂（梵語：sudharmā nāma deva sabhā，巴利語：sudhamma sabhā）、寺僧集會之講堂（梵語：upasthānaśālā，巴利語：upaṭṭhānasālā）和大林中重閣講堂，竺佛念似有時一併翻作普集講堂、普會講堂、法講堂或法堂。如《釋提桓因問經》「我曾於忉利天『法講堂』上」和《馬王品·5經》「釋提桓因在『普集講堂』上坐」指忉利天善法堂，《世記經》「我等於食後集『法講堂』」、《善惡品·4經》「眾多比丘食後皆集『普會講堂』」、《放牛品·7經》「集諸比丘在『普會講堂』……阿難受佛教已，即集諸比丘集在『講堂』」和《四意斷品·10經》「尊者阿難受世尊教，即集諸比丘在『普集講堂』」指寺僧集會之講堂，《阿㝹夷經》「我在獼猴池側『法講堂』」、《大愛道般涅槃品·1經》「佛在毘舍離『普會講堂』所」[5]、《出曜經》「佛在毘舍離獼猴池側『普集講堂』所」指大林中重閣講堂。但前兩者也有直接譯為「善法堂/善法講堂」和「講堂」之例。
2. ↑  《增壹阿含經》有二處提到「毘舍離獼猴池側」[14]，一處提到「毘舍離獼猴林」[15]，一處只提「毘舍離普會講堂」而沒提到獼猴池[5]。
3. ↑  唐譯本《大毘婆沙論》[17]、《五百弟子自說本起經》[18]、《根本說一切有部毘奈耶藥事》[19]等，也提到獼猴取蜜奉佛，亦說地點是在毘舍離城附近。但《根本說一切有部毘奈耶破僧事》[20]說地點是在那地迦村（nādikā）群蛇林，其梵語本《根本說一切有部毘奈耶破僧事》[21]的原語作「nādikāyāṃ……guñjikāvasathe」。《破僧事》的「nādikā kuñjikā-vasatha」，即是涼譯本《毘婆沙論》[22]的「那提迦夜城矜迦精舍」（梵語：kuñjikā-vasatha，巴利語：giñjakā-vasatha，《藥事》作「群氏迦堂」，《別譯雜阿含經》作「群寔迦所住之處」或「瓫寔迦精舍」，《雜阿含經》作「深谷精舍」、「曲谷精舍」、「繁耆迦精舍」，《長阿含經》作「揵稚住處」、「揵椎處」）。《賢愚經》[23]則說舍衛城，《摩訶僧祇律》[24]說梨耆闍河邊，《五分律》[25]只說娑羅樹林，《小部·長老本行（英语：Apadāna）》[26]說地點是在雪山，取蜜的樹是菴婆樹，所供奉的佛是阿奴摩馱悉（Anomadassi，超見佛）[27]。《大唐西域記》提到兩處獼猴池遺跡，一處在毘舍離（卷七），一處在摩偷羅（卷四）。